# Jacques Rousseau

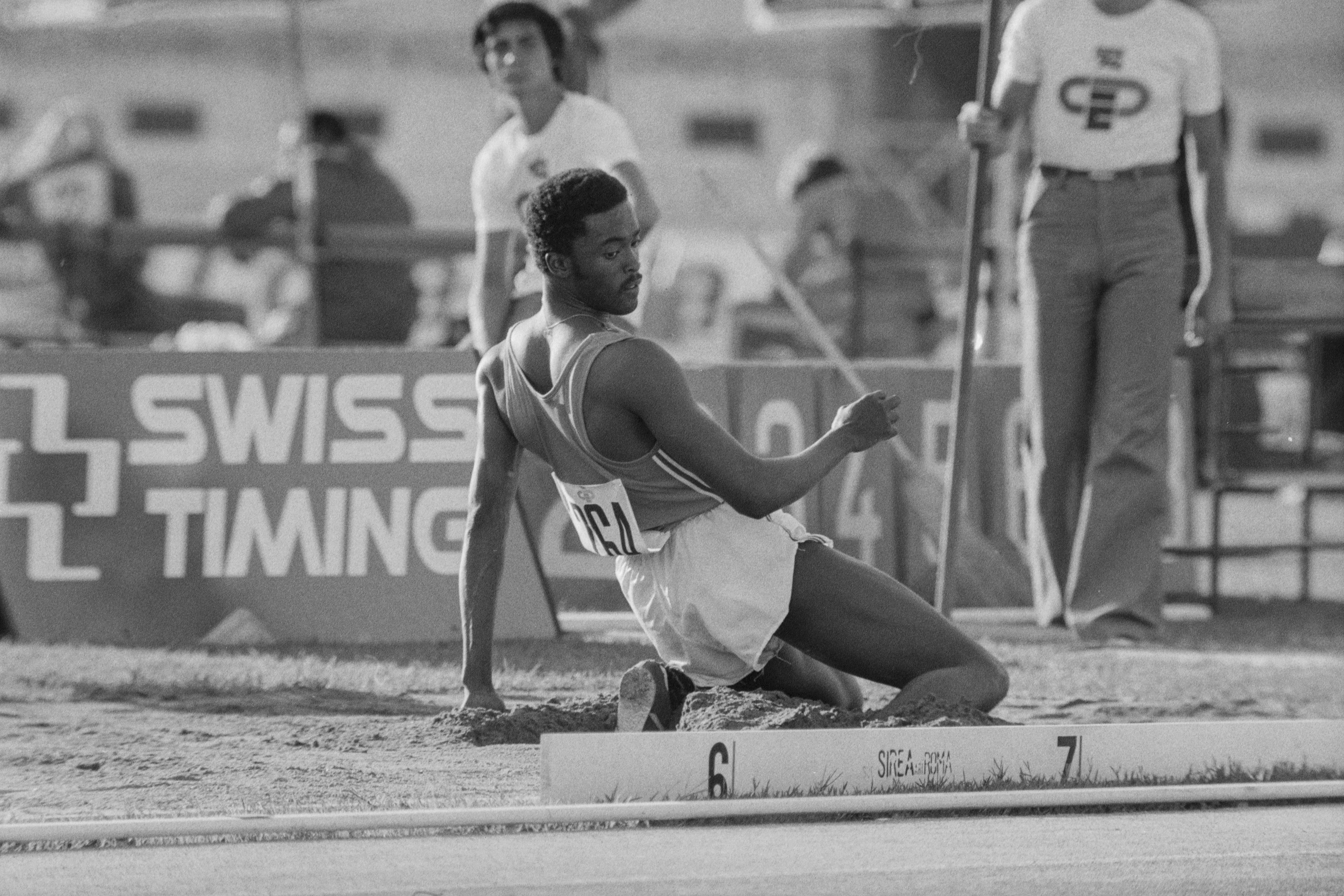
Jacques Rousseau bei den Leichtathletik-Europameisterschaften 1974 in Rom

Jacques Rousseau (* 10. März 1951 in Pointe-à-Pitre, Guadeloupe; † 14. Februar 2024) war ein französischer Leichtathlet. Bei einer Körpergröße von 1,86 m betrug sein Wettkampfgewicht 76 kg.
Mit 19 Jahren trat Jacques Rousseau bei den Europameisterschaften 1971 in Helsinki an. Mit 7,56 Meter wurde er Elfter im Weitsprung. Bei den Olympischen Spielen 1972 in München sprang er 7,65 Meter und wurde Zehnter. Diesen Rang belegte er auch bei den Europameisterschaften 1974 in Rom. Trotz oder wegen zu viel Rückenwind sprang er nur auf 7,58 Meter.
Bei den Halleneuropameisterschaften 1975 in Kattowitz gewann Rousseau mit 7,94 Metern seinen ersten Titel. Ein Jahr später bei den Halleneuropameisterschaften 1976 in München verteidigte er seinen Titel mit 7,90 Meter erfolgreich. Am 26. Juni 1976 sprang er bei der französischen Meisterschaft in Lille mit 8,26 Meter Landesrekord. Diese Weite sollte seine persönliche Bestleistung bleiben.
Zu den Olympischen Spielen 1976 in Montreal reiste er als Medaillenkandidat. Im Finale sprangen insgesamt fünf Springer acht Meter und weiter, wobei vier ihren besten Sprung im ersten Versuch zeigten. Nach dem ersten Versuch führten die US-Amerikaner Arnie Robinson mit 8,35 Meter und Randy Williams mit 8,11 Meter vor Rousseau und dem Brasilianer João Carlos de Oliveira, die beide bei 8,00 Meter gelandet waren. Im vierten Versuch sprang Frank Wartenberg aus der DDR 8,02 Meter. Rousseau platzierte sich dank der besseren zweitbesten Weite als Vierter vor Oliveira, verpasste aber Bronze um zwei Zentimeter.
Bei den Europameisterschaften 1978 in Prag gewann Rousseau dann auch im Freien einen Titel. Mit 8,18 Meter siegte er vor dem Jugoslawen Nenad Stekić mit 8,12 Meter.